# Kendric Davis
Kendric Davis (Houston, Texas; 14 de mayo de 1999) es un baloncestista estadounidense que pertenece a la plantilla de los Adelaide 36ers de la NBL Australia. Con 1,83 metros de estatura, juega en la posición de base. 

## Trayectoria deportiva

### Universidad
Jugó una temporada con los Horned Frogs de la Universidad Cristiana de Texas, en la que promedió 6,3 puntos, 1,7 rebotes y 2,0 asistencias por partido como suplente. Después de la temporada, Davis fue transferido a los Mustangs de la Universidad Metodista del Sur. Inicialmente se le negó su renuncia a la elegibilidad inmediata. Después de presentar una apelación y perderse cuatro partidos, su exención fue aprobada, en gran parte porque TCU apoyó la exención. Allí jugó tres temporadas, en las que promedió 17,5 puntos, 5,9 asistencias, 4,0 rebotes y 1,4 robos de balón por partido. Al final de la temporada 2021-22 fue nombrado Jugador del Año de la American Athletic Conference. Promedió 19,4 puntos, 3,8 rebotes y 4,4 asistencias por partido y anotó un 37,2% desde la línea de tres puntos.
Después de la temporada fue transferido a los Tigers de la Universidad de Memphis para su último año de elegibilidad. Acabó promediando 21,9 puntos, 5,4 assitencias y 3,7 rebotes por partido, siendo incluido en el tercer equipo All-American por Sporting News.

#### Estadísticas
| Año     | Equipo  | PJ  | PT  | MPP  | %TC  | %3P  | %TL  | RPP | APP | ROB | TPP | PPP  |
| ------- | ------- | --- | --- | ---- | ---- | ---- | ---- | --- | --- | --- | --- | ---- |
| 2018–19 | TCU     | 37  | 2   | 17.1 | .409 | .319 | .706 | 1.7 | 2.0 | .9  | .0  | 6.3  |
| 2019–20 | SMU     | 26  | 26  | 34.8 | .449 | .311 | .854 | 4.1 | 6.7 | 1.2 | .1  | 14.2 |
| 2020–21 | SMU     | 17  | 17  | 34.7 | .481 | .373 | .833 | 4.2 | 7.6 | 1.6 | .1  | 19.0 |
| 2021–22 | SMU     | 32  | 32  | 34.6 | .439 | .372 | .868 | 3.8 | 4.4 | 1.5 | .1  | 19.4 |
| 2022–23 | Memphis | 34  | 34  | 34.9 | .414 | .346 | .854 | 3.7 | 5.4 | 2.0 | .2  | 21.9 |
| Total   | Total   | 146 | 111 | 30.3 | .435 | .351 | .839 | 3.3 | 4.8 | 1.4 | .1  | 15.7 |

### Profesional
Tras no ser elegido en el Draft de la NBA de 2023, se unió a los Golden State Warriors para disputar la Liga de Verano de la NBA. El 28 de septiembre firmó con los Warriors, pero fue despedido el 16 de octubre. El 30 de octubre se incorporó a su filial de la G League, los Santa Cruz Warriors. En su primera temporada, jugando como titular, promedió 18,7 puntos, 8,3 asistencias y 4,5 rebotes por partido. Fue incluido en el mejor quinteto de rookies de la liga.
El 18 de julio de 2024 firmó con los Adelaide 36ers de la NBL Australia para la temporada 2024-25.